# Медведево (Могилёвская область)
Медве́дево (бел. Мядзведзева) — деревня в составе Паршинского сельсовета Горецкого района Могилёвской области Республики Беларусь.

## Население
- 1999 год — 52 человека
- 2010 год — 27 человек